# 大仙寺 (大阪市福島区)
大仙寺（だいせんじ）は、大阪府大阪市福島区吉野に位置する浄土真宗本願寺派の寺院である。山号は武陵山。本尊は阿弥陀如来。

## 歴史
室町時代　六字名号（蓮如上人筆・実如上人筆）を中心に惣道場として起こる。本尊阿弥陀如来立像
1631年（寛永8年）、賢性によって平野町に創建。開基した賢性は本願寺の准如の直弟である。
1641年（寛永18年）、本願寺より「大仙寺」の寺号を賜る。山号は「武陵山」と称す
1756年（宝暦7年）７代目住職秀慶、東区北久太郎町に移転・一宇を建立
1907年（明治40年）３月 １３代住職聞慶１５０年前の建物で自然大破の為、北区西野田江成町に移転願いを届ける。山号を「少林山」と称す。
1947年（昭和22年）隣家から出火により本堂消失、吉野３丁目から４丁目までコロにて庫裡を移設
1951年（昭和26年）本堂再建、山号「武陵山」に戻す
1952年（昭和27年）５月 本堂落成慶讃

## 交通
- JR「野田駅」より徒歩で約5分。